# 彭城百川

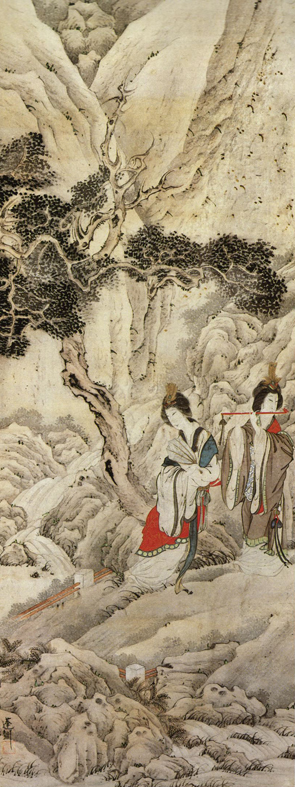
彭城百川筆　渓辺二美人図

彭城 百川（さかき ひゃくせん、元禄10年10月28日（1697年12月11日） -  宝暦2年8月25日（1752年10月2日））は、江戸時代中期の南画家。服部南郭、祇園南海、柳沢淇園とともに日本南画の祖であり、日本で初めて本格的な中国南宗画様式による山水画を描いた画家とされる。画人として法橋に叙されている。また俳人としても活躍した。

## 生涯
尾張名古屋本町の薬種商・八仙堂に生まれる（婿養子の説あり）。本姓は榊原、通称を土佐屋平八郎というが、自ら彭城を名乗った。これは先祖が中国江蘇省彭城の出身であることに因んだという。名は真淵、字が百川、号に蓬洲、僊観、八僊、八仙堂。中国風に彭百川と称した。

### 俳諧
俳諧では蕉門の各務支考に就き、名古屋や伊勢で活躍。享保6年（1721年）『庵之節句集』に集められている。俳号ははじめ松角、享保9年（1724年）以降は昇角とした。

### 画業
24歳のときの既に画人として作品「幽居読書図」を画いているが、本格的にはじめたのは京都に出た31歳以降である。一時狩野派にもついたようだが、博学であり漢文を解したことで、伝来した元 明の典籍・図譜より文人画・南画を独学で会得する。また伊勢・大坂・金沢・岡山・高知・長崎・大和など旅を重ね画業を研鑽した。特に紀州の祇園南海を訪ね、中国渡来の画譜『芥子園画伝』を贈られ、これによって多くを学んだとされる（『介石画話』）。寺院の障壁画なども多く手掛けており、その功績からか法橋に叙されている。
百川は町人出身の職業画家で、自ら「売画自給」と称しており、同じく日本南画の先駆者とされる南海や淇園と異なる特色である。淇園らは漢詩文を基礎とする高い教養で、中国の画論、画譜などの理論的な面まで含めて南画を理解しようとしたのに対し、百川はむしろ俳諧で磨いた感性で、雑多な種類の中国画や画譜類から直接学んでいった。その結果、作風は様式が幅広く、画技のレベルも高く、南画家が苦手とすることが多い襖や屏風のような大画面でも描きこなした反面、作品間の落差が大きく不安定とも評される。
日本南画の萌芽となってのちに南画を大成させた池大雅や与謝蕪村、その後の木村蒹葭堂など後進に与えた影響は大きく、特に俳諧と画業という二足のわらじを持った与謝蕪村は百川を敬慕した。百川は書画の鑑識家としても活躍した。

### 俳画
百川は句集『本朝八僊集』に水墨による草画を挿図している。また八仙堂・八僊などの別号で自画自賛した画軸を多数残した。これらのことから画俳として最高位に数えられている。のちに百川を敬慕する与謝蕪村は百川の草画を学び発展させて、俳画と命名しその画風を確立した。南画という中国志向と俳諧という日本趣味を同時に両立させた百川、蕪村によって和漢折衷の俳画が登場したのである。百川は落款を入れる際、俳画は主に法橋の烙印を、南画では多くの場合、中国名風に3文字の落款を入れている。
宝暦2年夏、京都にて没する。享年56。

## 交友
- 建部綾足
- 売茶翁

## 門弟
- 中山高陽

## 作品

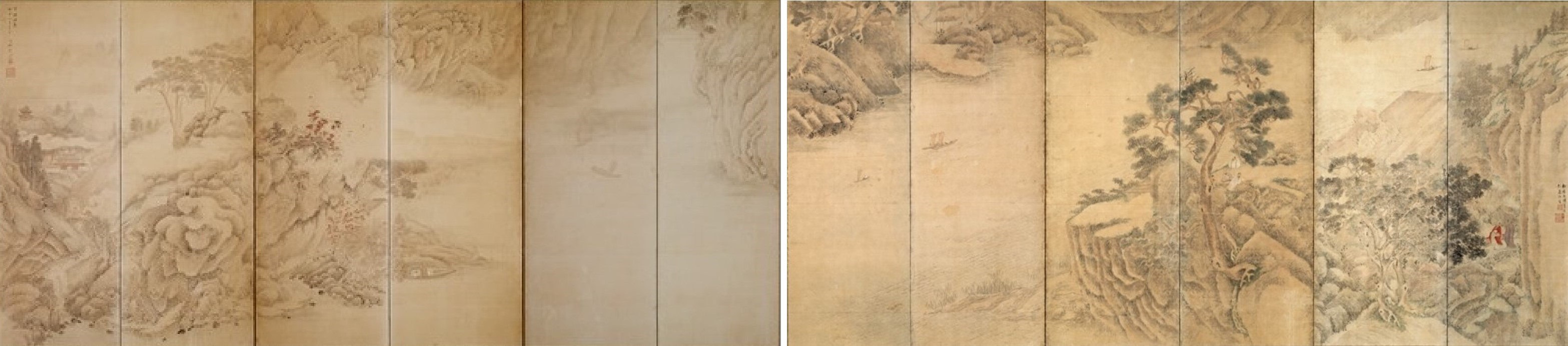
山水図 延享4年（1747年） 東京国立博物館蔵（重要文化財）

| 作品名                 | 技法         | 形状・員数 | 寸法（縦x横cm）   | 所有者           | 年代                  | 落款                                                                     | 印章 | 備考 |
| ---------------------- | ------------ | ---------- | ----------------- | ---------------- | --------------------- | ------------------------------------------------------------------------ | ---- | --- |
| 高士観瀑図             |              |            |                   |                  | 1730年                |                                                                          |      | |
| 赤壁両遊図             |              | 六曲一双   |                   | 林原美術館       | 1746年                |                                                                          |      | |
| 赤壁前遊               |              |            |                   |                  | 1747年                |                                                                          |      | |
| 山水図屏風             | 紙本淡彩     | 六曲一双   | 160.0x358.1（各） | 東京国立博物館   | 1747年                | 右隻「倣盛茂燁筆意／彭蓬洲寫」 左隻「丁卯仲春／擬唐伯虎筆意 八僊逸人造」 |      | 重要文化財 |
| 近江京都名所図巻       |              |            |                   |                  |                       |                                                                          |      | 細合半斎跋文 |
| 紅蓮図                 |              |            |                   |                  | 1749年                |                                                                          |      | |
| 梅図屏風               | 紙本金地墨画 | 六曲一双   |                   | 泉屋博古館       | 1749年                |                                                                          |      | |
| 寒山訪友図             |              |            |                   |                  | 1750年                |                                                                          |      | |
| 旧慈門院障壁画         | 紙本         | 41面       |                   | 個人             | 1751年（宝暦元年4月） |                                                                          |      | 重要文化財。内訳は紙本著色「天台岳中石橋図」6面、紙本墨画「芭蕉太湖石図」6面、紙本墨画「梅図」8面、紙本墨画「蘭太湖石図」4面、紙本淡彩「山水図」5面、紙本墨画「雪竹図」8面、紙本著色「草花図」4面。 |
| 花鳥人物山水押絵貼屏風 |              |            |                   | 名古屋市博物館   |                       |                                                                          |      | |
| 山水図屏風             |              | 六曲一双   |                   | バークレー美術館 |                       |                                                                          |      | |

## 著作物
- 『本朝八僊集』　1726年
- 『長崎図』1745年
- 『元明画人考』　1751年　 元明の画家の出身地・画域を示す簡単な人名辞典であるが、重要な文献となりのちに高芙蓉・木村蒹葭堂・鳥羽台麓がこれを補訂し、『元明清書画人名録』（1777年）として刊行した。

## 註
1. ↑  （瀬木、1988年）百川は享保期の中京俳壇で支考や巴静に伍して活躍したとしている。
2. ↑  山水図屏風 - e国宝
3. ↑  Art Collection _ CollectionSpace